# 闘地主
闘地主（とうじしゅ、ドウディージュー、簡体字: 斗地主; 繁体字: 鬥地主）は、上がりの速さを競うタイプのトランプゲームであり、賭博である。中国ではもっとも人気がある。

## 概要・ゲームの特徴
日本の大富豪に似ているが、競りやカードの組み合わせ方など、異なる要素も多い。
- ジョーカーの2種類を区別する。ジョーカーの次に強いのは2であり、3が一番弱い。
- 競技者は前の人が出したカードと同じ組み合わせで、より大きなカードを出さなければならない。
- 実際のプレイが始まる前に、誰が地主になるかを競り合う。地主以外は農民になり、連合して地主と戦う。
- 地主と農民のうち、最初にカードを出した側が勝ちとなる。
- ゲームのルールは複雑ではない。ポーカー・ハンドの手の強さに関する基本的な知識があると、入門するのに役に立つが、闘地主の手の組み合わせはポーカーや鋤大Dとは異なっている。
- 運の要素は存在するが、運だけではなく、技量と戦略も必要とされる。すばらしい手も持っている下手な競技者が、なさけない手しか持っていない熟練した競技者に敗れることもある。

## ゲームの目的
闘地主は、2枚のジョーカーを含む54枚のトランプ1組を使い、3人で遊ぶ。ゲームの最初にまず誰が地主になるかを競りで決める。競りに負けた2人は農民としてチームを組んで地主と競争する。このゲームの目的は、最初に手札をすべて出して上がることにある。

## プレイの進行
54枚のカードをシャッフルして、3人の競技者に配る。各競技者には17枚のカードが配られる。余った3枚はテーブルの上に伏せて置かれる。
（「不洗牌」というルールもあり、その時は前回のゲームでの出したカードの順番をそのままにしてシャッフルせずに基本四枚ずつで配っていく）
各競技者は、相手に手札を見せないようにして、まず自分の手札を評価する。それから順に、自分がどの程度の危険を受けいれられるかによって、地主の地位を競りあう。
危険の種類には1・2・3の3種類がある。1が一番危険が低く、3が一番高い。通常、自分の手の強さに自信のあればあるほど、高い危険を冒そうとする。オンラインのゲームでは、最初に誰が競りをはじめるかは、システムが決定する。オンラインでない場合は、だれから競りをはじめるかは当事者同士で決めるのが普通である。
自分の競りの順番がやってきたときに、パスすることで前の競技者の競りを承認することも、前の競技者の値が3でない限り、前の競技者より高い値に競り上げることも可能である。言いかえると、前の人が1なら2か3に競り上げられ、前の人が2なら3にしか競り上げられず、3なら競り上げられない。3人ともパスした場合は、配り直しになる。
一番高い値を言った者が地主の地位を得る。残りの競技者は農民チームにはいり、地主と競争する。余った3枚のカードはここで表を向けて全員に見せ、その後地主の手札に加えられる。
地主が最初に任意のカードを出す。カードは1枚、または組み合わせの種類で説明する組み合わせをまとめて出せる。次の人は、前の人と同じ組み合わせでより強いカードを出すか、パスする。ふたりがパスしたら、残りのひとりが任意のカードを出す。誰かが手札をすべて出し終わったら上がりとなり、その回のプレイが終了する。
地主は、自分が最初に上がった場合に勝利する。農民チームは、2人のうちひとりが最初に上がった場合に勝利する。

## 組み合わせの種類
闘地主の競技を理解するためには、いくつかの基本的・例外的な組み合わせ方を知る必要がある。いくつかの組み合わせ方は他の一般的なカードゲームとは異なっている。ポーカーや鋤大Dなど、別のカードゲームの経験者は、闘地主の組み合わせ方にまちがった思い込みを持ちやすい。
- 各カードはランクを持つ: 色付きジョーカー[1] > 白黒ジョーカー > 2 > A > K > Q > J > 10 > 9 > 8 > 7 > 6 > 5 > 4 > 3。
- スートは意味を持たない: もしカードにスートがまったく書いてなくても問題なく競技できる。

### ロケットと爆弾
ロケット（火箭）と爆弾（炸弾）の2つはゲームの進行上非常に特異なものであるので、特別に節を分ける。この2つは通常のカテゴリールールに従わない。競技者はこの2つを特別なカテゴリーとして特別に学ぶことにより、よりよい理解ができるだろう。
| 特殊カテゴリー | 説明                             | 例                                                | 注                                                           |
| -------------- | -------------------------------- | ------------------------------------------------- | ------------------------------------------------------------ |
| ロケット       | 色付きジョーカーと白黒ジョーカー | 色付きジョーカー + 白黒ジョーカー                 | 何にでも勝つ                                                 |
| 爆弾           | 同じランクの4枚のカード          | 3-3-3-3 （一番弱い爆弾） 2-2-2-2 （一番強い爆弾） | ロケットおよび自分より強い爆弾を除くすべてのカテゴリーに勝つ |

### 手のカテゴリー
闘地主では、ポーカーのハンドに似た組み合わせを使うが、種類がもっと多く、カードの枚数も5枚とは限らない。
- 同じカテゴリー同士のみ比較できる: 競技者は、前の人の出した手と同じカテゴリーを使ってのみ勝つことができる。
- 同じ長さのシーケンスのみ比較できる: 前の人と同じ枚数のカードを出すというのは、ロケットと爆弾のみが破ることのできる基本原則である。たとえば、9-10-J-Q-Kと3-4-5-6-7-8-9はどちらも「シングルのシーケンス」であるが、9-10-J-Q-Kで3-4-5-6-7-8-9に勝つことはできないし、その逆もなりたたない。
- 手を構成するカードのランクのみを比較する: おまけのカードのランクは強さの比較とは無関係である。
- ジョーカーと2はつながらない: 色付きジョーカー・白黒ジョーカー・2はシーケンスを構成しない。これらのカードは伝統的にエースの隣のカードとは考えられていないためである。たとえば、以下は正しくないシーケンスである: 2-3-4-5-6、2-2-2-3-3-3 及び A-A-7-7、K-A-2-白黒ジョーカー-色付きジョーカー

| カテゴリー         | カテゴリー  | カテゴリー | 説明 | 例                                  | 例                                            |
| 手を構成するカード | おまけ      | シーケンス | 説明 | 最低ランク 最短シーケンス           | 最高ランク 可能な最長のシーケンス             |
| ------------------ | ----------- | ---------- | --- | ----------------------------------- | --------------------------------------------- |
| シングル           | Х           | —          | 1枚のカード | 3                                   | 色付きジョーカー                              |
| シングル           | Х           | シーケンス | 5枚以上の連続した個々のカード | 3-4-5-6-7                           | 3-4-5-6-7-8-9-10-J-Q-K-A                      |
| ペア               | Х           | —          | 同じランクの2枚のカード | 3-3                                 | 2-2                                           |
| ペア               | Х           | シーケンス | 3つ以上の連続したペア | 3-3-4-4-5-5                         | 5-5-6-6-7-7-8-8-9-9-10-10-J-J-Q-Q-K-K-A-A     |
| スリーカード       | —           | —          | 同じランクの3枚のカード | 3-3-3                               | 2-2-2                                         |
| スリーカード       | —           | シーケンス | 2つ以上の連続したスリーカード | 3-3-3-4-4-4                         | 9-9-9-10-10-10-J-J-J-Q-Q-Q-K-K-K-A-A-A        |
| スリーカード       | シングル    | —          | スリーカードに1枚のおまけ | 3-3-3 及び A                        | 2-2-2 及び 4                                  |
| スリーカード       | シングル    | シーケンス | 2つ以上の連続したスリーカードのそれぞれに1枚ずつおまけがつく                                                                                                   | 3-3-3-4-4-4 及び 2-色付きジョーカー | 10-10-10-J-J-J-Q-Q-Q-K-K-K-A-A-A及び3-4-5-6-9 |
| スリーカード       | ペア        | —          | （=フルハウス）3枚の同じランクのカードにペアがおまけにつく | 3-3-3 及び 5-5                      | 2-2-2 及び 8-8                                |
| スリーカード       | ペア        | シーケンス | 2つ以上の連続したスリーカードのそれぞれに1つずつペアがおまけにつく                                                                                             | 3-3-3-4-4-4 及び 2-2-7-7            | J-J-J-Q-Q-Q-K-K-K-A-A-A 及び 2-2-5-5-6-6-8-8  |
| 爆弾               | 爆弾        | 爆弾       | フォーカードには必ずおまけをつけなければならない。おまけがついていない場合は爆弾と呼ばれる。爆弾はカテゴリーのルールに従わず、おまけつきのフォーカードにも勝つ | 3-3-3-3                             | 2-2-2-2                                       |
| フォーカード       | シングル2枚 | Х          | 同じランクのカード4枚に、2枚のカードをおまけにつけたもの | 3-3-3-3 及び 2-A                    | 2-2-2-2 及び 5 + 白黒ジョーカー               |
| フォーカード       | ペア2つ     | Х          | 同じランクのカード4枚に、2つのペアをおまけにつけたもの | 3-3-3-3 及び 4-4-Q-Q                | 2-2-2-2 及び 10-10-K-K                        |

### 勘違いしやすいおまけ
以下のおまけは、勘違いしやすいにもかかわらず、正当とされているおまけである。
| おまけ                                           | 例                                                                         |
| ------------------------------------------------ | -------------------------------------------------------------------------- |
| おまけのランクが手を構成するカードのランクと同じ | 連続したスリーカードに1枚ずつおまけ 3-3-3-4-4-4 及び 3-K                   |
| シングル2枚 = ペア                               | フォーカード及びシングル2枚: 3-3-3-3 及び J-J                              |
| ペア2つ = 同じランクの4枚のカード                | フォーカードに及びペア2つ: 3-3-3-3 及び J-J-J-J                            |
| ロケット = おまけ                                | フォーカード及びシングル2枚: 3-3-3-3 及び色付きジョーカー+白黒ジョーカー。 |

## 点数計算
プレイの点数計算に影響を与えるものは4種類がある。競りのときに宣言した危険値・競技者の地位（地主か農民か）・ロケットと爆弾・出した手札の枚数がゼロ。
- 宣言した危険値: 危険値には低い方から1・2・3がある。これがその回の基本点数になる。

- 競技者の地位（地主か農民か）: 地主は勝ったときに宣言した点の倍を得る。負けたときに宣言した点の倍をひとりで背負う。農民側は勝ったときは地主が宣言した点数をそれぞれが得る。負けた時は宣言した点をそれぞれが払う。

- ロケットと爆弾: ロケットと爆弾はひとりが出すたびに点数が倍になる。

- 出した手札の枚数がゼロ: そのプレイで1枚もカードを出すことができなかった競技者は、点数が倍になる[4]。

1回のプレイの点数に影響する要素が非常に多いため、どの程度勝つか負けるかを前もって予測することは難しい。

## 基本的な戦略
- つながっていないカードや役に立たないカードはおまけにしてしまうことができる。[5]
- ロケットと爆弾は闘地主の最終兵器である。自分の手にロケットや爆弾があるときには、機会あるかぎり最大限の活用をしなければならない。勝てる自信がない場合には、ロケット・爆弾を使うべきかどうか、よく考えるべきである。ロケット・爆弾を使ってしまうと、ロケット・爆弾ひとつごとに危険が倍になるためである。ロケット・爆弾を使うたびに勝つにしても負けるにしても倍の点数を背負う。
- 農民が地主と戦うには団結するべきである。
- よい手のときには競り上げて地主になる。最高の手のときには、高く競って地主になることによって、より大きな得点を得られる。

## 変種

### 四人闘地主
4人制の闘地主は主に浙江省・江蘇省および上海で行われている。カードはジョーカー2枚を含む54枚のカード2組、全部で108枚を使用する。各競技者に25枚ずつ配り、余った8枚が地主のものになる。地主は33枚のカードを使って、ほかの3人によるチームと戦う。
4人制で使われる組み合わせは、上記した3人制のものとは以下の点で異なっている。
- 1枚のおまけを認めない。
- 「フォーカードにおまけ」のカテゴリーを認めない。
- 爆弾を構成するカードは同じランクの4枚以上のカードになり、枚数の多い爆弾はランクとは無関係に枚数の少ない爆弾に勝つ。点数が倍になるのは6枚以上の爆弾のみである[6]。
- ロケットはジョーカー4枚からなる。

これにより、ロケット・爆弾を除くカード組み合わせは「シングル・ペア・スリーカード・フルハウスおよびそのシーケンス」という比較的わかりやすいものになる。
また、3人制と異なり、余った8枚を地主が受け取るときに他人に見せる必要はない。
2005年に上海で第1回の四人闘地主大会が開かれ、800人以上が参加した。シャンチーの名手として有名な胡栄華が主審を勤めた。彼はまた四人闘地主の規則の制定にもかかわった。

### 癩子局
ゲーム開始前に変身能力を持たせたカード『癩子(ライズ)』を無作為に決めるバリエーションの一つ。
天癩子
デッキからプレイヤーにカードを配る前に、ジョーカーを除く13種のランクの中から無作為に1種を抽選する。
地癩子
プレイヤーの地位が決定した後で地主の手番が始まる前に、ジョーカーを除く13種のランクの中から無作為に1種を抽選する。
天地癩子
配布前に13種の中から癩子を抽選し、地位決定後に残った12種の中からも更に抽選する。癩子は全部で8枚ある。
変身のルール
癩子は非癩子のカードと混ぜて一緒に出せる。
単一の非癩子と混ぜて出したら、癩子は非癩子のランクを基準に変身する。
シーケンスに混ぜた場合の癩子は、欠損したランクに変身する。
癩子のみの手は、その額面通りのランクを持つ。
癩子はジョーカーと一緒に混ぜて出せない。
爆弾系の強さ
癩子局は爆弾が簡単に組みやすくなっており、その手が何枚で構成されているか、癩子と非癩子の内訳はそれぞれ何枚ずつかで強さに序列がある。また、天地癩子局でも9枚以上の手は出せない。以下の表に出し方と強さを示す。
| カテゴリー     | 中国語     | 説明                            | レート変動倍率 |
| -------------- | ---------- | ------------------------------- | -------------- |
| フォーカード   | 四軟炸     | 癩子と非癩子を混合した同数4枚組 | 2倍            |
| フォーカード   | 四硬炸     | 非癩子の同数4枚組               | 4倍            |
| フォーカード   | 四癩子炸   | 天と地を混合した癩子4枚組       | 4倍            |
| フォーカード   | 四純癩子炸 | 天か地の何れか1種の同数4枚組    | 4倍            |
| ファイブカード | 五軟炸     | 癩子と非癩子を混合した同数5枚組 | 6倍            |
| ファイブカード | 五癩子炸   | 癩子5枚組                       | 6倍            |
| シックスカード | 六軟炸     | 癩子と非癩子を混合した同数6枚組 | 6倍            |
| シックスカード | 六癩子炸   | 癩子6枚組                       | 6倍            |
| セブンカード   | 七軟炸     | 癩子と非癩子を混合した同数7枚組 | 6倍            |
| セブンカード   | 七癩子炸   | 癩子7枚組                       | 6倍            |
| エイトカード   | 八軟炸     | 癩子と非癩子を混合した同数8枚組 | 6倍            |
| エイトカード   | 八癩子炸   | 癩子8枚組                       | 6倍            |
| ロケット       | 王炸       | 色付きジョーカー+白黒ジョーカー | 6倍            |

## よく似たゲーム

### 挖坑[11]
「挖坑」（ワーコン、wā kēng）は、「紅桃四」（ハートの4）または「大三」（大きな3）とも呼ばれる。陝西省のローカルゲームであるが、闘地主と同様、それ以外の地域でもオンラインゲームとして遊ばれている。闘地主の「地主」のかわりに、競りに勝った人を「挖坑」（穴掘り、余った札を掘り出すためにこう呼ばれる）と呼ぶ。競りの仕方は闘地主と変わらない。闘地主と違う点を挙げると、
- ジョーカーは使用しない。52枚のカードを、3人なら16枚ずつ配り、余った4枚を挖坑が取る。
- カードのランクは3が一番上で、4が一番下。すなわち 3 > 2 > A > K > Q > J > 10 > 9 > 8 > 7 > 6 > 5> 4。
- 手札にハートの4を持つ人から競りを開始し（誰も持っていなければハートの5を持つ人）、だれも競りに参加しなかった場合、その人が1を宣言したものとみなす。同じ人が最初の回のカードを出す。
- 出せる組み合わせは、シングル・ペア・スリーカード・フォーカード・3枚以上のシーケンス・3対以上のペアのシーケンスとなる。ただし、A・2・3はシーケンスに使えない。ロケットや爆弾は存在しない。

## 大会
2005年には、中国のオンラインゲーム開発・運営会社である聯衆GICQの闘地主オンライントーナメントに11万7,931人が参加した。
2006年には、www.vnet.cnで行なわれた別の闘地主オンライントーナメントが20万人の対戦競技者を集めた。
2007年には、YunNanHongが闘地主の（オンラインでない）トーナメントを中国の昆明で開催し、100人以上が参加した（ソース: 雲南網）。
闘地主の大会は毎年中国の諸都市で開催されており、優勝者は高額の賞金を得るだけでなく、闘地主のエキスパートとして有名になる。

## 歴史
中国大陸の土地改革時期から流行ったゲームだ。
実際のゲーム自身は湖北省に起源を持つとも、黄山区あるいは安徽省に源を発するともいう。

## 人気
中国において、闘地主はかつて江南地方のローカルゲームにすぎなかった。 オンラインゲーム化のおかげで、闘地主はより広い地域に普及し、今では中国の国民的ゲームになっている。闘地主の人気は大幅に増大し、2002年12月に5万人だったものが、2004年には10万人に達し、2005年には1,790万人の競技者がこのゲームの忠実なファンとなり、闘地主は中心的な位置を占めるようになった。現在、騰訊QQのゲームサイトだけでも100万人に近い人間が同時に闘地主を競技している。十三張や鋤大Dなどの中国の他のカードゲームよりも人気がある。
| 年   | 中国での人気                                                               | ソース                                                   |
| ---- | -------------------------------------------------------------------------- | -------------------------------------------------------- |
| 2002 | 50,000人                                                                   | GICQ(聯衆)                                               |
| 2004 | 100,000人                                                                  | GICQ(聯衆)                                               |
| 2005 | 17,900,000人がこのゲームの忠実なファンとなり、闘地主は中心的な位置を占める | iResearch による2005年の中国のオンラインゲームの調査報告 |
| 2006 | 1,000,000人を越える人がオンラインで同時に競技                              | 中国の騰訊QQのゲームサイト                               |
| 2008 | 騰訊QQのゲームサイトで一時間あたり約1,450,000人                            | 中国の騰訊QQのゲームサイト                               |
| 2008 | GICQのゲームサイトで一時間あたり約76,000人                                 | GICQ                                                     |